# (508869) 2002 VT130
(508869) 2002 VT130 est un objet transneptunien de magnitude absolue 5,8. Son diamètre est estimé à 251 km selon Johnston.
Un satellite, de nom provisoire S/2009 (508869) 1 a été découvert en 2009, son diamètre serait d'environ 205 km. L'objet pourrait être qualifié d'astéroïde double.